# Дуб «Козацький»
Дуб «Козацький» — ботанічна пам'ятка природи місцевого значення в Україні.

## Розташування
Зростає поблизу села Товстолуг Тернопільського району Тернопільської області серед поля на кургані — Козацькій могилі, що є пам'яткою історії та культури України XVI століття.

## Пам'ятка
Оголошений об'єктом природно-заповідного фонду рішенням Тернопільської обласної ради від 18 березня 1994 року. Початкова назва — «Товстолугівський дуб», офіційно перейменована на «Дуб „Козацький“» рішенням № 75 другої сесії Тернопільської обласної ради шостого скликання від 10 лютого 2016 року.
Перебуває у віданні Великогаївської сільської громади, раніше — Товстолузької сільської ради.

## Відомості
Площа — 0,02 га.
Під охороною — дуб черещатий віком понад 100 р., має науково-пізнавальну, історичну та естетичну цінність.
Станом на 2017 рік дуб зазнає великої шкоди від нашестя хрущів, які з'їдають листя ще на стадії зав'язків.

## Світлини

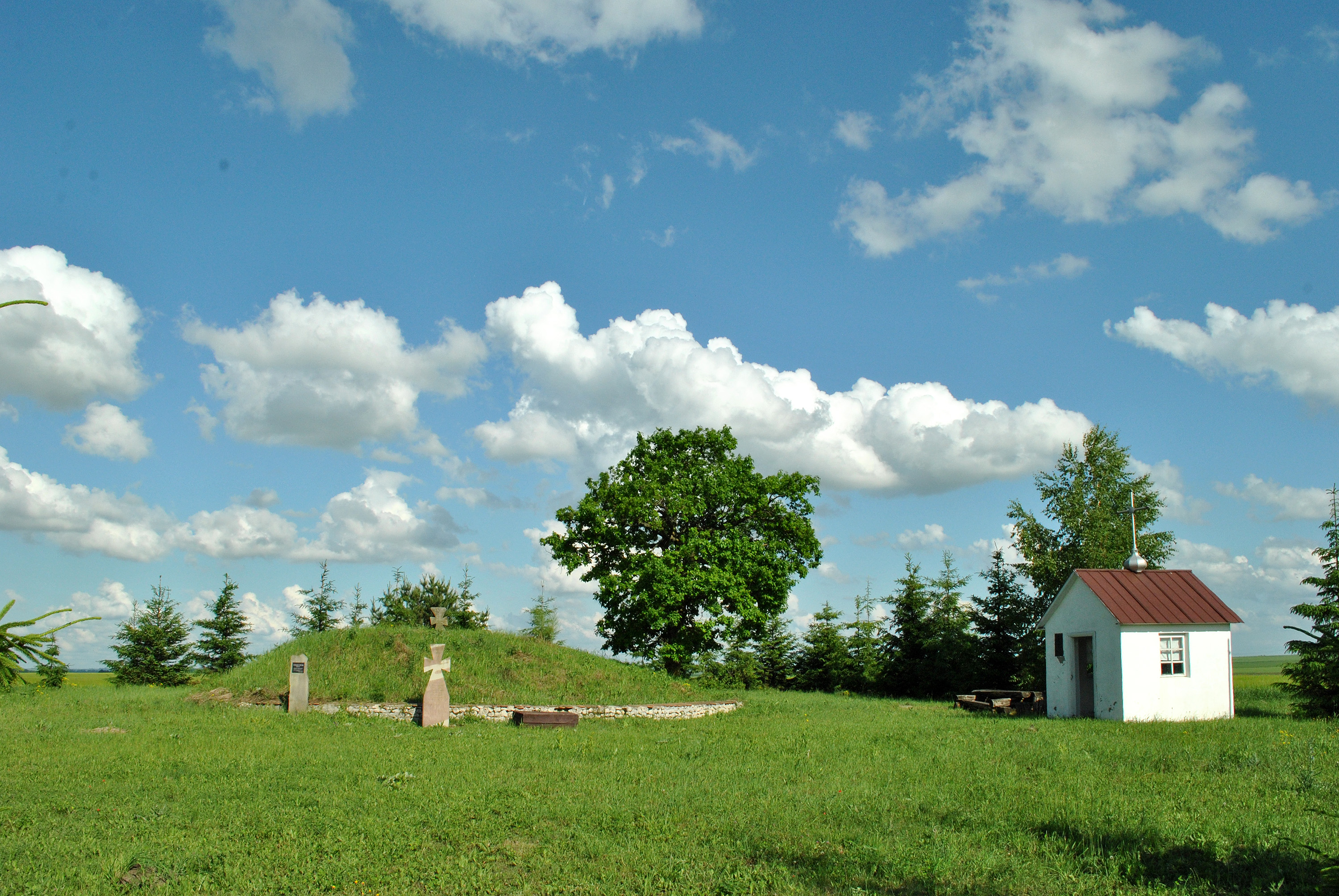
Пам'ятка історії та культури України XVI століття «Козацька могила» і ботанічна пам'ятка природи «Товстолузький дуб»
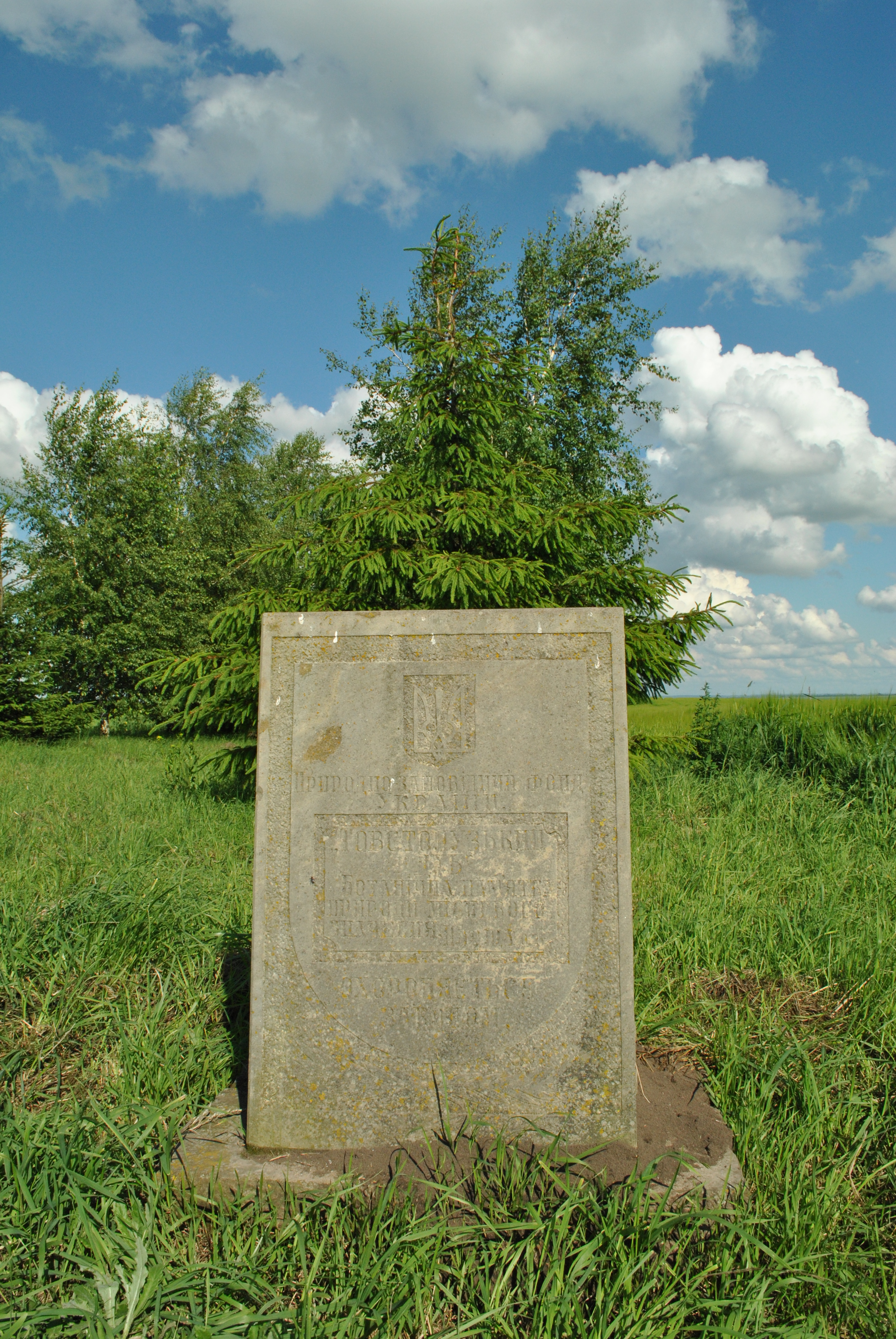
Охоронний камінь-знак Товстолузького дуба
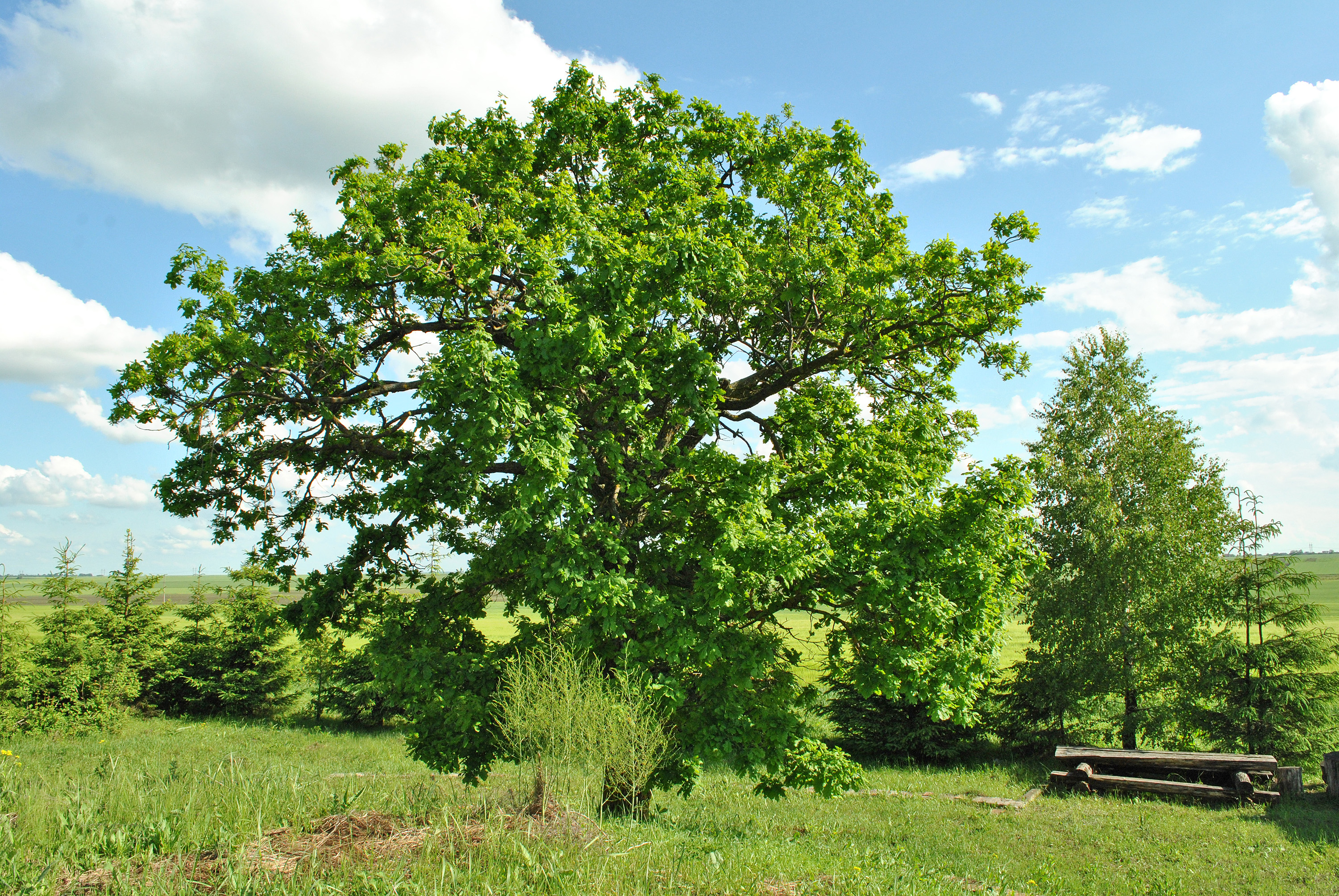
Товстолузький дуб